# 埃贝克勒翁
埃贝克勒翁（法語：Hébécrevon，法語發音：[ebekʁəvɔ̃]）是法国芒什省的一个旧市镇，属于圣洛区。2016年，埃贝克勒翁与市镇拉沙佩勒昂瑞热合并为新市镇泰尔瓦勒。

## 地理
埃贝克勒翁（49°7'34"N, 1°9'59"W）面积13.39 平方千米，位于法国诺曼底大区芒什省，该省份为法国西北部沿海省份，西、北、东北三面环大西洋，东起顺时针与卡爾瓦多斯省、奧恩省、马耶讷省和伊勒-维莱讷省接壤。
与埃贝克勒翁接壤的市镇（或旧市镇、城区）包括：圣吉勒、蓬埃贝尔。
埃贝克勒翁的时区为UTC+01:00、UTC+02:00（夏令时）。

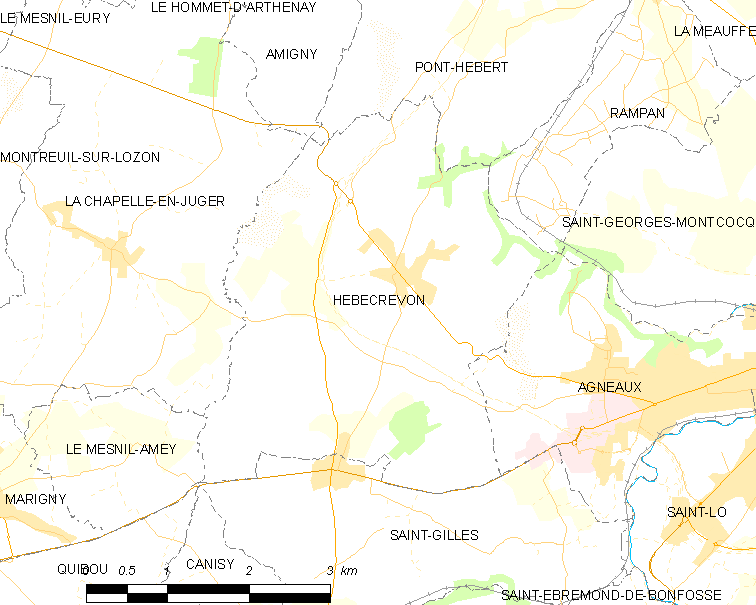
埃贝克勒翁的OSM定位图

## 行政
埃贝克勒翁的邮政编码为50180、50570，INSEE市镇编码为50239。

## 政治
埃贝克勒翁所属的省级选区为圣洛第一县。

## 人口

1962-2008年间埃贝克勒翁人口变化图示

埃贝克勒翁于2018年1月1日时的人口数量为1134人。